# Bob Enevoldsen
Bob Enevoldsen, de son vrai nom Robert Martin Enevoldsen, dit parfois Eno, né le 11 septembre 1920 à Billings, dans le Montana, et mort le 19 novembre 2005 à Los Angeles, est un tromboniste (trombone à pistons) et saxophoniste ténor de jazz américain. C'est un représentant du jazz West Coast.

## Biographie

### Jeunesse
Bob Enevoldsen, fils d’un violoniste professionnel, commence par apprendre le violon.
À l’école, il commence l’apprentissage du trombone à coulisse. Il poursuit ses études à l’Université du Montana. Là, pour des problèmes de lèvres et mâchoire, il délaisse le trombone pour se consacrer au saxophone, à la clarinette et à l’« upright bass » (instrument hybride entre la contrebasse et la guitare basse).
En 1942, il est engagé dans l’US Air Force. Libéré en 1946, il commence sa carrière professionnelle à Salt Lake City. Il se produit comme saxophoniste dans des clubs de jazz. Il est, dans le même temps, clarinettiste au sein d’un orchestre symphonique. Sur les conseils d’un ami il se met au trombone à pistons, mais à l’époque ne le pratique pas professionnellement.

### Jazz West Coast
En 1951, l’arrangeur Gene Roland lui conseille de s’installer à Los Angeles. Grâce à sa pratique de plusieurs instruments, Enevoldsen n’a aucun problème pour trouver du travail dans les studios californiens. 
En ce qui concerne le jazz, son premier engagement en est comme contrebassiste du trio du pianiste Marty Paich. Il fréquente le « Lighthouse club » d’Howard Rumsey et est vite amené à jouer avec les principaux représentants du jazz West Coast. On peut l’entendre, soit au trombone à piston, soit au saxophone ténor, aux côtés de musiciens comme Art Pepper (Art Pepper+Eleven : Modern Jazz Classics (1959)), Shorty Rogers, Jimmy Giuffre, Lennie Niehaus, Bud Shank… Il enregistre, avec d’ailleurs Bob Brookmeyer, un autre spécialiste du trombone à pistons, dans le fameux « tentette » de Gerry Mulligan. On le retrouve régulièrement dans le groupe du batteur Shelly Manne (« Shelly Manne and his Men »). Il enregistre même trois albums comme leader.

### Musicien de Studio
Comme musicien de studio, on peut l’entendre sur des albums de chanteuses et chanteurs comme Anita O'Day, Carmen McRae, Mel Tormé, Ella Fitzgerald, Jeri Southern, Corky Hale (en), Fran Warren, Doris Drew, Joy Bryan… Comme la plupart de ses confrères californiens, il participe aussi à des sessions de variété instrumentale et à l’enregistrement de musiques de films. En 1960, on peut l’entrevoir dans le film « les Rats des caves » (« the Subterraneans ») de Ranald MacDougall d’après le roman de Jack Kerouac.
De 1960 à 1962, il travaille à Las Vegas où il accompagne, surtout comme contrebassiste, des musiciens comme Bobby Troup dans leurs shows. Il revient ensuite à Los Angeles. Dans les années 1960, il ne travaille pratiquement plus que pour la radio, la télévision et le cinéma non seulement comme instrumentiste (trombone, saxophone, mais aussi cor, tuba, clarinette et contrebasse) mais aussi comme compositeur. Cependant, le présentateur Steve Allen le programme parfois dans son show à la tête d’un combo de jazz. Enevoldsen écrit aussi des arrangements pour les orchestres de Lionel Hampton et Billy Eckstine

### Dernières années
En 1970, il revient plus sérieusement au jazz, remplaçant Bob Brookmeyer dans la formation de Gerry Mulligan, puis accompagnant le chanteur Mel Tormé au sein d’un orchestre dirigé par Marty Paich. On peut l’entendre dans le combo d’Al Cohn et dans les big bands de Roger Neumann (en), Tom Talbert (en), Terry Gibbs, Jack Sheldon et surtout Bill Holman. C’est d’ailleurs avec l’orchestre de ce dernier qu’il apparaît la dernière fois sur disque (« The Bill Holman Band Live », 2005) à l’âge de 85 ans, peu de temps avant son décès.

## Discographie partielle

### Comme sideman
- 1955 : Lennie Niehaus : Lennie Niehaus Vol. 3: The Octet, N° 2, Contemporary Records C-3503
- 1956 : Shelly Manne and His men : The West Coast Sound, Contemporary Records C-3507
- 1959 : Art Pepper : Art Pepper+Eleven : Modern Jazz Classics, Contemporary Records S-7568
- 1962 : Three Guitars in Bossa Nova Time avec Herb Ellis et Laurindo Almeida